# Głowa Cukru (Pieniny)

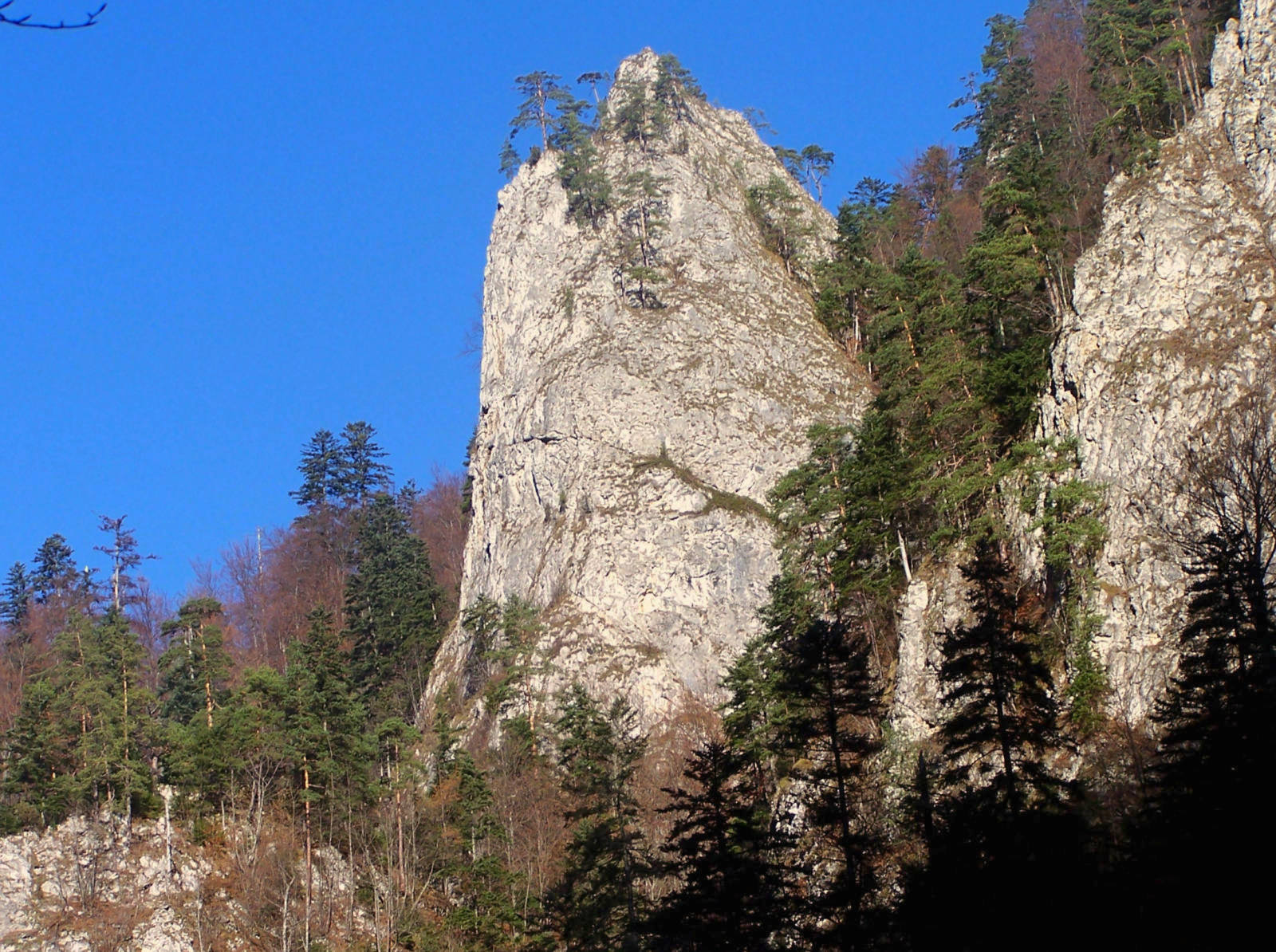
Cukrowa Głowa, widok z Drogi Pienińskiej

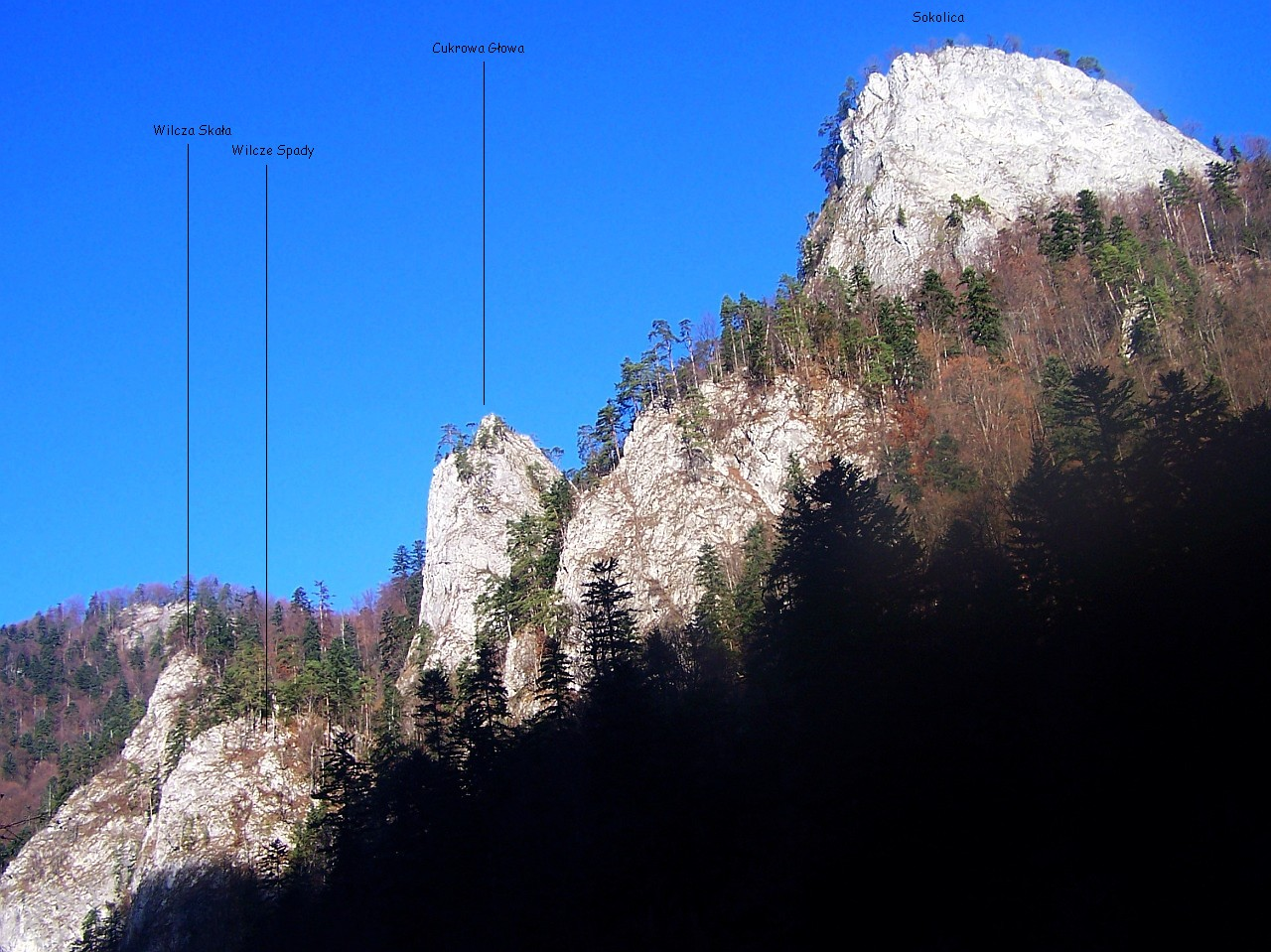
Wilcza Skała i Cukrowa Głowa na tle Sokolicy

Głowa Cukru lub Cukrowa Skała, także Cukrowa Góra, Cukrówka – wapienna turnia w masywie Sokolicy w Pieninach. Jej nazwa pochodzi od tego, że swoim kształtem przypomina głowę cukru. Przed II wojną światową wytwarzano cukier w postaci bloków o kształcie zwanym głową cukru.
Głowa Cukru ma strzelisty kształt iglicy i opada do Dunajca gładką i wąską ścianą. W bezpośrednim jej sąsiedztwie znajduje się jeszcze druga turnia zwana Wilczą Skałą. Pomiędzy tymi turniami znajduje się miniaturowa dolinka wisząca nazywana przez górali Wilczym Spadem. Nazwa pochodzi od tego, że według podań górali do 60-metrowego urwiska tej dolinki spadł wilk goniący sarnę.
Wierzchołek Cukrowej Głowy wznosi się 190 m powyżej poziomu wody, ku któremu opada wąską, gładką ścianą. Na niedostępnej półce znajduje się pojedyncze stanowisko bardzo rzadkiego w Polsce jałowca sabińskiego będącego polodowcowym reliktem. W otoczeniu rosną samotne sosny.
Skała znajduje się w Pienińskim Parku Narodowym w granicach Krościenka nad Dunajcem, w województwie małopolskim, w powiecie nowotarskim. Jest niedostępna turystycznie, jest dobrze widoczna z Drogi Pienińskiej, oraz ze szczytu Sokolicy.